# Puerto Saavedra Airport
Puerto Saavedra Airport är en flygplats i Chile.   Den ligger i provinsen Provincia de Chacabuco och regionen Región Metropolitana de Santiago, i den södra delen av landet, 50 km norr om huvudstaden Santiago de Chile. Puerto Saavedra Airport ligger 718 meter över havet.
Terrängen runt Puerto Saavedra Airport är kuperad åt sydost, men åt nordväst är den bergig. Runt Puerto Saavedra Airport är det ganska glesbefolkat, med 27 invånare per kvadratkilometer.. 
Omgivningarna runt Puerto Saavedra Airport är i huvudsak ett öppet busklandskap.